# استوارت وارنی
استوارت وارنی (به انگلیسی: Stuart Varney؛ زاده ۷ ژوئیه ۱۹۴۸) یک روزنامه‌نگار، مجری برنامه‌های گفتگومحور و کارشناس سیاسی آمریکایی-بریتانیایی است. او از سال ۲۰۰۴ در شبکه‌های فاکس نیوز و فاکس بیزنس فعالیت می‌کند. وارنی هم‌اکنون مجری برنامه اختصاصی خودش در فاکس بیزنس به نام «وارنی و شرکا» است.

## پس‌زمینه
وارنی در داربی‌شر انگلستان متولد شد. او پس دریافت مدرک اقتصاد از مدرسه اقتصاد لندن، به رادیو تلویزیون هنگ کنگ پیوست و بعد فعالیت روزنامه‌نگاری اقتصادی در شبکه «کی‌اواف‌وای» سان فرانسیسکو ادامه داد. وارنی پس از افتتاح سی‌ان‌ان در سال ۱۹۸۰، به این شبکه پیوست و مجری چندین برنامه اقتصادی در سی‌ان‌ان بود.
وارنی در سال ۲۰۰۱ سی‌ان‌ان را ترک کرد و به شبکه سی‌ان‌بی‌سی پیوست تا برنامه هفتگی «مرور خبری با وال استریت ژورنال» را میزبانی کند. او در سال ۲۰۰۴ به عنوان تحلیلگر و روزنامه‌نگار سیاسی و اقتصادی به شبکه فاکس نیوز پیوست. وارنی در نهایت در اکتبر ۲۰۰۷ با شروع به کار فاکس بیزنس، در این شبکه برنامه «وارنی و شرکا» را آغاز کرد.

## زندگی شخصی
وارنی با وجود تولد در انگلستان، از سال ۱۹۷۴ در ایالات متحده آمریکا زندگی کرده‌است. او در سال ۲۰۱۵ به‌طور رسمی شهروند آمریکا شد. وارنی شش فرزند دارد و در فرانکلین لیکس در ایالت نیوجرسی زندگی می‌کند. استوارت وارنی و همسرش در سال ۲۰۱۴ از یکدیگر جدا شدند.